# I Wanna Be Loved by You
I Wanna Be Loved by You — песня для мюзикла Good boy (1928), написанная Гербертом Стотхартом и Гарри Руби на стихи Берта Кальмара. Американская ассоциация звукозаписывающих компаний включила эту песню в число «Песен века». Одно из самых известных выступлений Мэрилин Монро — исполнение этой песни в фильме «В джазе только девушки». Песня не только вошла в саундтрек к фильму, но и была выпущена в качестве одного из синглов вместе с I’m Through With Love, также исполненной Монро.
С 2024 года оригинальные текст и музыка песни входят в общественное достояние в США.

## История песни
Впервые песню исполнила в конце 1928 года Хелен Кейн, которую за детский голос и исполнение песни скэтом стали называть Boop-Boop-a-Doop Girl. Двумя годами позже, в 1930 году, по образу Кейн был создан анимационный персонаж Бетти Буп, которая исполняла эту песню, но уже много позже, в мультфильме The Romance of Betty Boop 1980 года выпуска.
В 1950 году песня стала основной композицией биографического фильма Кальмара и Руби «Три маленьких слова» в исполнении Дебби Рейнольдс и Карлтона Карпентера, которые играли Хелен Кейн и Теда Хили. Хелен Кейн сама дублировала вокал для голоса Дебби. В популярном фильме «В джазе только девушки» (1959) её исполнила Мэрилин Монро.
В разные годы эту песню также исполняли: Вон Де Лиф, Аннетт Хэншоу, Джек Леммон, Марти Уайлд (Marty Wilde), Фрэнк Синатра, Тина Луиз, Верка Сердючка, Патрисия Каас, Шинейд О’Коннор, Ринго Сиина, Анжелика Варум, Татьяна Буланова и многие другие. Актриса Ру МакКлэнахан с юмором исполнила песню в роли Бланш Реверо, персонажа ситкома «Золотые девочки». Роберт Рид и Флоренс Хендерсон исполняли I Wanna Be Loved by You в одном из эпизодов сериала «Семейка Брейди».